# SC 빅토리아 06 그리스하임
SC 빅토리아 06 그리스하임(독일어: SC Viktoria 06 Griesheim)은 헤센주의 그리스하임에 연고지를 둔 독일 축구 클럽이다.

## 선수 명단

### 역대
- 김동민(2013)